# São Thomé das Letras
São Thomé das Letras este un oraș în Minas Gerais (MG), Brazilia.